# Alopecosa fabrilis
Alopecosa fabrilis es una especie de araña araneomorfa del género Alopecosa, familia Lycosidae. Fue descrita científicamente por Carl Alexander Clerck en 1757.

## Descripción
Alopecosa fabrilis es una gran araña lobo en la que los machos tienen un cuerpo de 10 a 12 milímetros (0,39 a 0,47 pulgadas) de largo, mientras que las hembras más grandes tienen un cuerpo de 11 a 14,7 milímetros (0,43 a 0,58 pulgadas) de largo. Las hembras más grandes pueden alcanzar una longitud de piernas de 5 centímetros (2,0 pulgadas). El prosoma es de color marrón rojizo y tiene rayas negras evidentes que irradian desde su centro con rayas horizontales continuas a lo largo de los lados. El opistosoma está marcado con dos pares de puntos redondos distintos pero pequeños que son de color negro, un par en el extremo anterior y el otro en el medio.

## Distribución
Se encuentra en gran parte de Europa, pero esta es una especie grande que vive en densidades de población bajas y es poco común. Se ha registrado desde el sur de Inglaterra y el sur de Escandinavia hasta Italia y los Balcanes. También se ha registrado en el Lejano Oriente ruso, Asia Central y China.
Se pensó que la araña se podía encontrar en tres lugares de brezales en el sur de Inglaterra. Sin embargo, antes de 2020, la araña no se había registrado desde la década de 1990.

## Hábitat y biología
Se encuentra en brezales, prefiriendo brezales arenosos secos, donde vive en una madriguera creada en suelo arenoso o debajo de piedras. Se ha registrado en áreas aradas. Por ejemplo, el hábitat de Morden Heath en Inglaterra era un área abierta de terreno pedregoso cerca de la cima de una colina y en las paredes de barrancos. Estas áreas desnudas fueron en parte el resultado de las actividades militares en tiempo de guerra en la Segunda Guerra Mundial. El sitio en Surrey donde fueron redescubiertos en 2020 es un área de entrenamiento militar. Se han registrado adultos de ambos sexos en septiembre y octubre, pero se cree probable que solo las hembras pasen el invierno. Esta especie es un cazador nocturno rápido y ágil. Utiliza su velocidad y agilidad para perseguir escarabajos, hormigas y arañas más pequeñas.